# CDKN1C
CDKN1C (англ. Cyclin dependent kinase inhibitor 1C) – білок, який кодується однойменним геном, розташованим у людей на короткому плечі 11-ї хромосоми. Довжина поліпептидного ланцюга білка становить 316 амінокислот, а молекулярна маса — 32 177.
| 10         |  | 20         |  | 30         |  | 40         |  | 50         |
| ---------- |  | ---------- |  | ---------- |  | ---------- |  | ---------- |
| MSDASLRSTS |  | TMERLVARGT |  | FPVLVRTSAC |  | RSLFGPVDHE |  | ELSRELQARL |
| AELNAEDQNR |  | WDYDFQQDMP |  | LRGPGRLQWT |  | EVDSDSVPAF |  | YRETVQVGRC |
| RLLLAPRPVA |  | VAVAVSPPLE |  | PAAESLDGLE |  | EAPEQLPSVP |  | VPAPASTPPP |
| VPVLAPAPAP |  | APAPVAAPVA |  | APVAVAVLAP |  | APAPAPAPAP |  | APAPVAAPAP |
| APAPAPAPAP |  | APAPAPDAAP |  | QESAEQGANQ |  | GQRGQEPLAD |  | QLHSGISGRP |
| AAGTAAASAN |  | GAAIKKLSGP |  | LISDFFAKRK |  | RSAPEKSSGD |  | VPAPCPSPSA |
| APGVGSVEQT |  | PRKRLR     |  |            |  |            |  |            |

A: Аланін

C: Цистеїн

D: Аспарагінова кислота

E: Глутамінова кислота

F: Фенілаланін

G: Гліцин

H: Гістидин

I: Ізолейцин

K: Лізин

L: Лейцин

M: Метіонін

N: Аспарагін

P: Пролін

Q: Глутамін

R: Аргінін

S: Серин

T: Треонін

V: Валін

W: Триптофан

Кодований геном білок за функцією належить до фосфопротеїнів. 
Задіяний у таких біологічних процесах, як клітинний цикл, альтернативний сплайсинг. 
Локалізований у ядрі.